# NGC 1036
NGC 1036 (również IC 1828, PGC 10127 lub UGC 2160) – galaktyka znajdująca się w gwiazdozbiorze Barana. Odkrył ją William Herschel 29 listopada 1785 roku.